# Деси Сангье Гьяцо
Деси Сангье Гьяцо (встречающиеся в литературе варианты написания имени: Сангье Гьямцо, Санчжай Джамцо и т. д.; 1653—1705) — выдающийся ученый, литератор, государственный деятель Тибета, регент (деси) Пятого Далай-ламы.

## Ранние годы
Родился в 1653 г. в местности Дронме недалеко от Лхасы. Его отца звали Асук, а мать — Путри Гьялмо. Он происходил из рода Цуртон Ванги Дордже, одного из четырёх главных учеников Марпа-лоцавы (1012—1097). По тибетской традиции Сангье Гьяцо с малых лет обучался письму, арифметике, астрологии, грамматике. Среди первых его учителей числятся Кеванг Пелден Пунцок, родной дядя Тринле Гьяцо, а также Дарпа-лоцава Нгаванг Пунцок.
С 1675 г. он вошел в ближайшее окружение Далай-ламы V. Последний стал коренным учителем Сангье Гьяцо, от которого он получал различные учения и наставления, например, по циклу медицинских учений «Юток-ньинтик». У Ньярик Намгьяла Дордже, представителя школы джанг, он получил наставления по практическим вопросам медицины — лекарственным средствам, кровеносным сосудам и т. д. Теоретические знания ему передали мастера школы сур Линто Чойдже Лосанг Гьяцо, Джанго Нансо Даргье, Дармо-менрампа Лосанг Чойдрак, Лхаксам и другие. По тибетскому медицинскому канону «Чжуд-ши» он прослушал устные наставления у Кьапдак Трацанпы, а по текстам глубокого учения «Юток-ньинтик» и «Ваза нектара» — у Сур Чойинг Рандол и Чойгьял Тердак Линпы.

## Во главе Тибета
В 1679 г. Сангье Гьяцо принял повторное предложение Далай-ламы V взять на себя обязанности регента. Накануне своей кончины в 1682 г. Далай-лама V собрал окружение для того, чтобы дать различные наставления по «двум родам установлений», светским и духовным. В частности, Далай-лама V передал Деси Сангье Гьяцо государственные и религиозные дела по управлению Тибетом, наделив его высоким полномочиями «владыки всех духовных и светских дел», таким статусом до этого не обладал ни один регент. Историк Шакабпа пишет, что Деси Сангье Гьяцо «выполнял множество обязанностей, включая и обязанности самого Далай-ламы V».
Из разных источников известно, что Деси Сангье Гьяцо скрывал смерть Далай-ламы V вплоть до 1696 или 1697 г. объявив, что он «удалился во внутренние покои дворца Потала… чтобы предаться уединенному и углубленному созерцанию». В то же время Деси Сангье Гьяцо, продолжая управлять страной при якобы живом медитирующем Далай-ламе V, в 1685 г. тайно организовал поиски ребёнка — преемника Далай-ламы. Такой ребёнок был найден в Южном Тибете, в области Манъюл, но его существование как возможного преемника Далай-ламы тщательно скрывалось. Это был Цанъянг Гьяцо, будущий Далай-лама VI (1683—1706).
Из-за ряда внутренних и внешних политических конфликтов, которые возникли в Тибете на рубеже XVII—XVIII вв., в 1703 г. Деси Сангье Гьяцо был вынужден отказаться от регентства. Пост регента он передал своему старшему сыну Нгаванг Ринчену и за его спиной продолжал управлять правительством.
Конфронтация между экс-регентом и военным правителем Лхасанг-ханом, внуком хошутского Гуши-хана, в начале 1705 г. привела к военному столкновению, в котором Деси Сангье Гьяцо, выступавший за суверенитет Тибета, потерпел поражение от Лхасанг-хана и был казнен летом 1705 г. По этому поводу Сумпа-кенпо пишет, что Лхасанг-хан «убил великого регента и снова правил как царь в течение 13 лет».

## Творческая деятельность
Наряду с государственной, Деси Сангье Гьяцо осуществлял активную творческую деятельность. Он написал знаменитый астрологический трактат «Вайдурья-карпо» (1683—1685 гг.), «Вайдурья-ясел» (1687—1688 гг.) и «Вайдурья-нгонпо» (1688—1689 гг.) К последней работе — обширному исследовательскому комментарию к «Чжуд-ши» — в качестве наглядного пособия им были заказаны цветные иллюстрации-танка, визуально отражающие текстовой материал и композиционно полностью дублирующие «Чжуд-ши». В настоящее время данные иллюстрации больше известны как «Атлас тибетской медицины». Следует особо отметить, что «Вайдурья-нгонпо» и «Атлас тибетской медицины» Деси Сангье Гьяцо явились непревзойденными образцами комментирования «Чжуд-ши», сочетающими положительный опыт двух основных тибетских медицинских школ джанг и сур. До сих пор они пользуются большим авторитетом у тибетских и монгольских ученых и практиков.
В 1690—1691 гг. он составил обширное дополнение к «Тантре наставлений», которое известно под общепринятым кратким тибетским названием «Лхантаб».
В 1692 г. Деси Сангье Гьяцо параллельно начал работать над двумя огромными трудами — трехтомным дополнением к «Автобиографии Далай-ламы V», которое он завершил в 1696 г., и составлением истории секты Гелук «Вайдурья-серпо», законченной им в 1698 г. В 1695 г. Деси Сангье Гьяцо инициировал строительство медицинской школы на горе Чакпори, над основанием которой задумывался Далай-лама V ещё в 1643 г. В 1696 г. школа открылась для первых послушников, и регент сам преподал большому кругу слушателей наставления по «Тантре основ». Создание медицинского центра Чакпори положило начало унификации всех медицинских традиций Тибета.
В 1702 г. Деси Сангье Гьяцо начал работу по истории медицины «Кокбук». Для написания этого трактата он изучил большое количество работ древних авторов, привлек все доступные источники и, творчески переработав богатейший материал, изложил свои исследования в «Кокбуке», законченном в 1703 г. Современный тибетский ученый Джампа Тринле отмечает, что «Кокбук» Деси Сангье Гьяцо «из всей литературы по истории тибетской медицины признается самым авторитетным источником». Этот фундаментальный труд излагает историю медицины, начиная с мифического зарождения от легендарного Кумара Дживаки, до состояния начала XVIII в. Он стал завершающим в творческой биографии Деси Сангье Гьяцо.

## Наследие
Деси Сангье Гьяцо оставил более 20 сочинений по медицине, астрологии и другим, большим и малым буддийским наукам, характеризующим его как большого ученого, а более чем двадцатилетнее исполнение обязанностей регента или фактически единовластного управителя феодально-теократического государства, созданного в 1642 г. Далай-ламой V, свидетельствует о нём как о крупном политическом и государственном деятеле средневекового Тибета, о его незаурядном организаторском таланте. Последующие поколения тибетских ученых признавали исключительную роль Деси Сангье Гьяцо в области распространения буддийских наук и в делах управления государством.